# 山本七式
山本 七式（やまもと ななしき、射手座 - ）は、日本のイラストレーター。大阪府出身。埼玉県在住。男性。妹は漫画家の柏原麻実。

## 作品リスト

### イラスト
- 小川一水『ファイナルシーカー レスキューウィングス』メディアファクトリー（MF文庫J／MF文庫ダ・ヴィンチ）
- 『さくら学園 ロボ部!!』竹書房(レプリカント)
- 『Astraea（アストラエア）』辰巳出版(COMICバズーカヴィーナス／ペンギンクラブ山賊版）

### ゲーム
- AC・DC『アンダーディフィート』グレフ（キャラクターデザイン）
- AC・Xbox 360『旋光の輪舞』グレフ（メカニックデザイン）
- AC『旋光の輪舞Dis-United Order』グレフ（メカニックデザイン）
- PBW『アクスディア～神魔戦記～』テラネッツ（キャラクターデザイン／メカニックデザイン）
- AC・Xbox 360『星霜鋼機ストラニア』グレフ（キャラクターデザイン）

### アニメ
- 神田川JET GIRLS（マシンデザイン）